# プロデューサー巻き

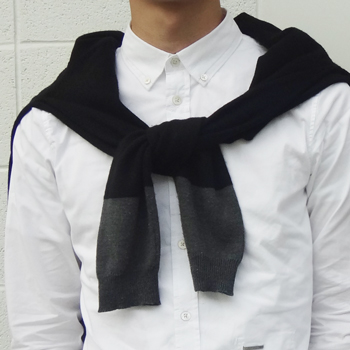
プロデューサー巻き

プロデューサー巻き（プロデューサーまき）とは、日本のファッションにおける着こなし方の一つ。カーディガンを背中に羽織り、両袖の部分を胸の前で結ぶのが基本とされる。

## 概要
1990年前後のバブル景気の中、当時花形職業であったテレビ局のディレクター・プロデューサーが好んで着こなしていたとされ、テレビ局の業界人を象徴する着こなしとして定着。セーターやカーディガンを肩にかけ、袖口を緩く結ぶこのスタイルは、 春先や秋口など季節の変わり目に、“寒くなったら着る”ための備えとして、 特に長時間の現場作業が多いテレビ業界を中心に普及した。俳優の石田純一が当時のトレンディードラマなどで好んで取り入れたことから「（石田）純一巻き」「ディレクター巻き」などの別称で呼ばれることもある。
バブル景気の終焉と共にブームが過ぎると、業界人の使う業界用語と共に軽薄なイメージで語られることが多くなり、1990年代から2000年代にかけて「時代遅れのファッション」とみなされ、コントなどでギャグの対象となっていた。
2013年春夏から10代から20代の男女を中心に再び流行を見せはじめ、多くのファッション誌やテレビ番組などで取り上げられている。世代間ではファッションスタイルの印象に違いが見られ、若者の間では斬新でかっこいいファッションとして定着。室内の冷房対策や昼夜の温度差対策のためにカーディガンを合理的に持ち運ぶ方法として取り入れる若者もいる。また、アラレちゃんメガネやおじさんパンツ、ダッドスニーカーなど、レトロファッションが回帰している流れの一つだという意見もある。バブル期を知る世代からは、時代遅れなダサいファッションであるという意見が根強く、時代遅れなファッションスタイルの代名詞として、バラエティ番組などテレビ局の業界人を表すスタイルとして使用されることもある。

## 巻き方の種類
一般的な巻き方は、結び目を正面に持ってくるものがオーソドックスとされ、結び目を左右にずらすスタイル、ストールのように巻くスタイルがある。

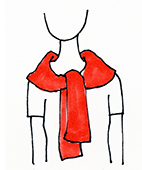
(1) オーソドックス。一番よく見かける巻き方。カーディガンを肩に掛け、前でゆるく結ぶ。
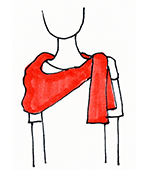
(2) ストール風。(1)の結び目を肩の上に持ってくる巻き方。女性に多く見られる巻き方。
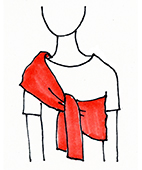
(3) 斜め掛け。片方の袖は肩から、もう一方の袖は脇の下を通し前で結ぶ。男性によく見られる巻き方。
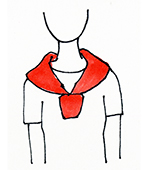
(4) セーラー風。結ぶのではなく。袖を重ねて折り返し固定する。女性に多く見られる巻き方。
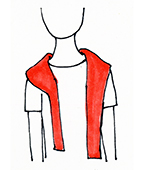
(5) 羽織風。袖を肩に掛けるだけ。結ばない。

## プロデューサー巻きのやり方
(1)はじめに洋服を肩から脇側に一折する。
(2)洋服の前側が背中側になるように肩にかける。
(3)洋服の袖を胸の前で交差させる。
(4)交差した奥の袖を手前に出す。